# Route Kuiqi (métro de Foshan)
Route Kuiqi (chinois : 魁奇路 ; pinyin : kuíqí lù) est une station de correspondance entre la ligne 2 et la ligne Guangfo du métro de Foshan. Elle se situe au district de Chancheng, ville de Foshan, Guangdong, en Chine.
Depuis l’inauguration de la ligne 2, Route Kuíqí est la première station de correspondance dans le réseau du métro de Foshan.

## Situation sur le réseau

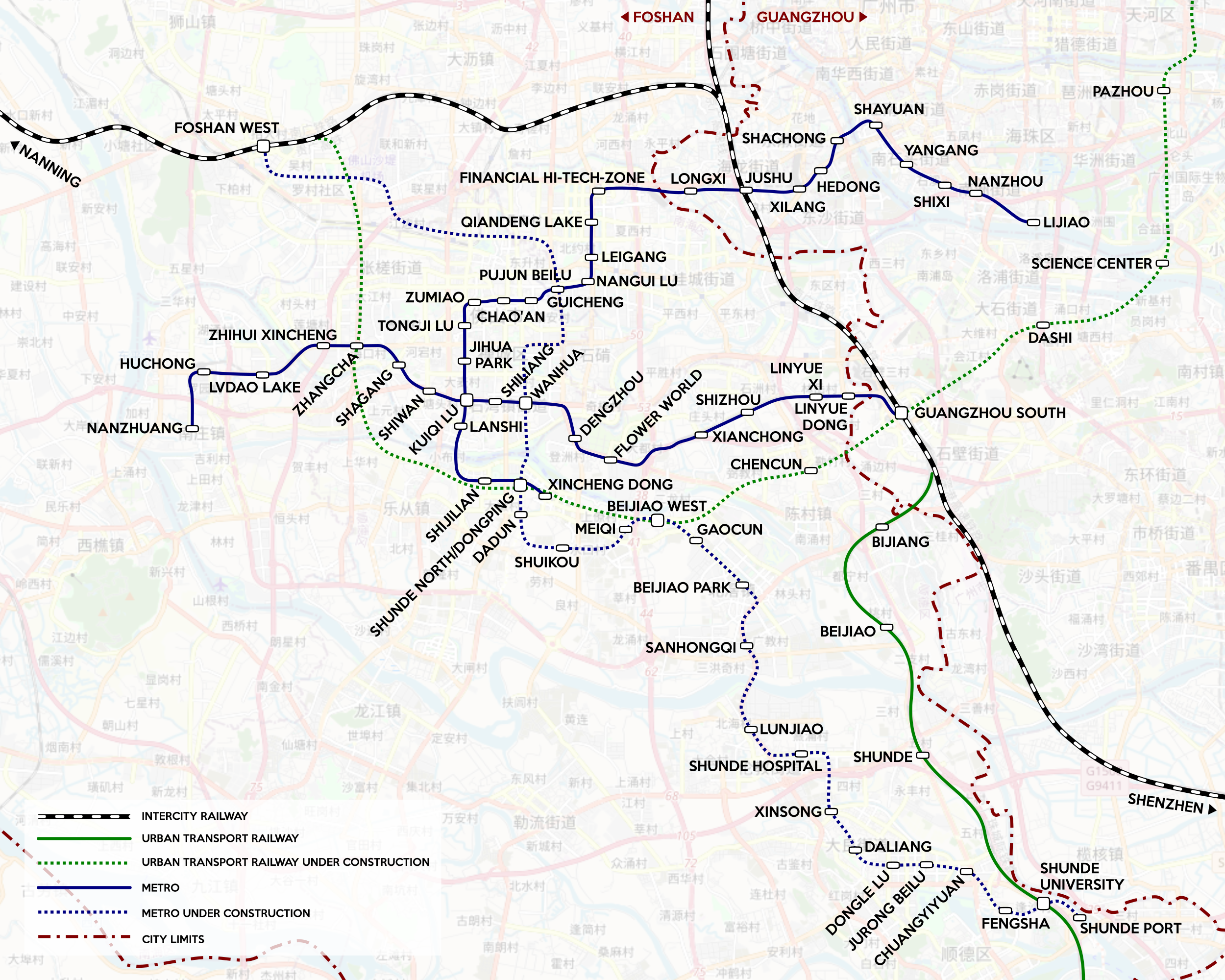
Plan du réseau du métro, en 2022.

Dès l’inauguration de la ligne Guǎngfó en 2010, Route Kuiqi fut le terminus de la ligne Guangfo à Fohsan. Après le prolongement en 2015, elle se situe actuellment entre Parc Jihua, en direction de Lijiao (zh), et Lanshi (zh), en direction du Nouveau centre-ville de l’est.
Sur la ligne 2, Route Kuíqí se situe entre Shāgǎng (zh), en direction de Nanzhuang, et Shíliáng (zh), en direction de la gare de Canton–Sud.

## Services aux voyageurs

### Desserte
Les deux sous-stations de Route Kuiqi se situe au-dessous due Route Fenjiang-Sud (汾江南路). La sous-station de la ligne Guangfo se situe au-dessous de la sous-station de la ligne 2. Des escaliers et des escaliers mécaniques relient les deux sous-stations.
La sous-station sur la ligne Guangfo dispose d’un seul quai central. À l’autre côte, la sous-station sur la ligne 2 dispose de deux quais latéraux.

### Accès et accueil
La station dispose cinque bouches:
|        |                                        |                                    |
|        |                                        |                                    |
| Sortie | Accessibilité                          | Destinations les plus proches      |
| A      | Escalier mécanique (pour sortir)       |                                    |
| B      | Surface podotactile Escalier mécanique | Communauté murée Clinique dentaire |
| C      | Surface podotactile Escalier mécanique | Clinique de chirurgie plastique    |
| D      |                                        |                                    |
| E      | Surface podotactile Escalier mécanique |                                    |